# 177667 Schieven
177667 Schieven è un asteroide della fascia principale. Scoperto nel 2005, presenta un'orbita caratterizzata da un semiasse maggiore pari a 2,2134333 au e da un'eccentricità di 0,0569445, inclinata di 4,51660° rispetto all'eclittica.